# Jiří Illek
Jiří Illek ist ein ehemaliger tschechoslowakischer Radrennfahrer.

## Sportliche Laufbahn
Jiří Illek (auch Illiek) war Bahnradfahrer. Gemeinsam mit Lubomír Hargaš gewann er bei den UCI-Bahn-Weltmeisterschaften 1989 die Silbermedaille im Tandemrennen. Im Finale unterlagen sie Fabrice Colas und Frédéric Magné aus Frankreich. Bei den UCI-Bahn-Weltmeisterschaften 1988 gewann Illek mit seinem Partner Bronze.